# Dreams to Reality
Cet article concerne un jeu vidéo sorti en 1997. Pour le jeu vidéo sorti en 2020, voir Dreams (jeu vidéo, 2020).
Dreams to Reality, ou simplement Dreams sur PlayStation, est un jeu vidéo d'action-aventure, publié en 1997 sur PC (DOS et Windows) et en 1998 sur PlayStation, développé et édité par Cryo Interactive.

## Trame
Le jeu raconte l'histoire de Duncan, héros choisi par le monde des rêves pour éviter la fin du monde. En effet, dans l'Égypte ancienne, cinq prêtres égyptiens avaient trouvé un moyen de passer du monde réel à celui des rêves via un puits des rêves. Régulièrement ils effectuaient le « voyage astral ». Mais un des prêtres était malveillant et avant que sa folie ne les détruise tous, les quatre autres fermèrent le passage en l'enfermant par la même occasion dans le monde des rêves. En 1977, des scientifiques peu scrupuleux rouvrirent le passage et partirent dans le monde des rêves, en créant une faille d'où sortit un enfant. Vingt ans plus tard, l'enfant a grandi et retourne dans le monde des rêves (la faille ne se crée que tous les vingt ans), mais celui-ci est complètement perturbé par deux décennies d'expériences scientifiques. Duncan, le héros du jeu, doit alors rétablir l'ordre et empêcher le monde réel et celui des rêves de fusionner. Il est aidé par un chaman, des lutins de toutes les couleurs, des baleines, des tortues ou encore des sirènes.

## Principe du jeu
Le jeu se joue comme un Tomb Raider, la caméra se place derrière le héros qui court, se bat, saute de plate forme en plate forme, nage et même vole.

## Accueil
Le jeu reçoit un accueil mitigé à sa sortie. Le site agrégateur de critiques GameRankings attribue au jeu une moyenne de 40 %.